# Protomedeia articulata
Protomedeia articulata är en kräftdjursart som beskrevs av J. L. Barnard 1962. Protomedeia articulata ingår i släktet Protomedeia och familjen Isaeidae. Inga underarter finns listade i Catalogue of Life.